# 朱延宇
朱延宇（韓語：주연우，1992年11月6日—），另譯作周延宇，韓國男演員。

## 演出作品

### 電視劇
- 2018年：XtvN《復仇筆記2（朝鲜语：복수노트2）》飾演 美術老師
- 2020年：Netflix《非常校護檔案》飾演 跟亞拉告白的男同學(EP1)[3]
- 2021年：Seezn《噓，拜託了那傢伙（朝鲜语：쉿! 그놈을 부탁해）》飾演 李政勳
- 2022年：MBC《追蹤者》飾演 卞峰錫 欠稅的棒球選手(EP1)[4]
- 2023年：KBS2《偶然遇見的你》飾演 劉範龍[5][6]
- 2023年：Netflix《末日騎士》飾演 收拾5-7屍體的憲兵(EP3)[7]
- 2023年：Netflix《我的女神室友斗娜》飾演 國守鎮
- 2023年：KBS《高麗契丹戰爭》飾演 金叔興[8]
- 2023年：tvN《运气好的日子》飾演 孔天錫
- 2024年：KBS2《KBS Drama Special—史官議論》飾演 柳霜
- 2025年：TVING《流氓讀書會》飾演 金順哲
- 2025年：SBS《寶物島》飾演 天九浩

### 電影
- 2019年：《太白拳宗師（朝鲜语：태백권）》飾演 太平派流氓
- 2020年：《龍屢閣：無情都市（朝鲜语：용루각: 비정도시）》飾演 流氓
- 2023年：《幻影》飾演 保安
- 2024年：《哈爾濱》飾演 日本軍

## 外部連結
- 朱延宇的Instagram帳戶